# Lý Hiền Ngọc
Lý Hiền Ngọc (tiếng Trung Quốc: 李贤玉, bính âm Hán ngữ: Lǐ Xián Yù; tiếng Triều Tiên: 리현옥, sinh tháng 4 năm 1965), là một quân nhân và là một chuyên gia tên lửa người Trung Quốc gốc Triều Tiên. Cô phục vụ với tư cách là Giám đốc của một viện nghiên cứu thuộc Học viện nghiên cứu lực lượng tên lửa quân đội giải phóng nhân dân Trung Hoa và hiện giữ cấp bậc thiếu tướng. Cô là một học giả của Học viện Kỹ thuật Trung Quốc.
Cô là đảng viên của Đảng Cộng sản Trung Quốc, và là thành viên của Viện sĩ Viện Kiến trúc Trung Quốc.

## Thời trẻ
Lý sinh tháng 4 năm 1965 trong một gia đình dân tộc Triều Tiên (Trung Quốc) tại địa cấp thị Mẫu Đơn Giang, tỉnh Hắc Long Giang. Cha của cô là một kỹ sư và mẹ cô là một kế toán doanh nghiệp.
Sau khi hoàn thành lớp 11 vào năm 1982, cô đã tham dự kỳ thi tuyển sinh đại học quốc gia sớm hơn một năm và đạt điểm cao nhất ở tỉnh Hắc Long Giang, Trung Quốc, quê hương cô. Cô được nhận vào Đại học Bắc Kinh theo học chuyên ngành vật lý vô tuyến. Cô có bằng cử nhân năm 1986 và bằng thạc sĩ vào tháng 7 năm 1990.

## Sự nghiệp
Năm 1990, Lý gia nhập Lực lượng Pháo binh thứ hai là lực lượng tên lửa chiến lược liên lục địa của Trung Quốc. Lực lượng Pháo binh thứ hai của cô đã khởi xướng một dự án tự động hóa thông tin và chỉ huy vào năm 1992 bởi sự ảnh hưởng của Hoa Kỳ trong việc sử dụng các loại vụ khí công nghệ cao trong Chiến tranh Vùng Vịnh. Lý tham gia dự án với tư cách là thành viên trẻ nhất và được giao nhiệm vụ phát triển khung mạng và hệ thống truyền dữ liệu thời gian thực. Vào mùa hè năm 1995, hệ thống này đã được đưa vào thử nghiệm thành công trong một cuộc tập trận quân sự. Nó đã giành được Huân chương Hạng hai về Tiến bộ Khoa học và Công nghệ của Giải phóng quân Nhân dân Trung Quốc.
Sau khi Chiến tranh Iraq nổ ra vào năm 2003, quân đội Mỹ một lần nữa chứng minh lợi thế trong việc ứng dụng công nghệ thông tin trên chiến trường và Lực lượng Pháo binh thứ hai của cô quyết định phát triển một hệ thống chỉ huy di động. Lý được bổ nhiệm làm kỹ sư trưởng của một viện nghiên cứu của lực lượng tên lửa, cô đã được giao phụ trách dự án này. Năm 2006, hệ thống này đã vượt qua các bài kiểm tra chất lượng trong một cuộc tập trận quân sự, và chỉ huy của Lực lượng Pháo binh thứ hai đã ca ngợi Lý là "ngang hàng với một số chỉ huy lữ đoàn cộng lại". Hệ thống tên lửa này đã được trao Giải thưởng Tiến bộ Khoa học và Công nghệ Nhà nước hạng 2.
Vào ngày 6 tháng 7 năm 2015, Lý được phong quân hàm thiếu tướng (shaojiang), và trở thành nữ tướng đầu tiên và duy nhất của Lực lượng Pháo binh thứ hai, sau này đã trở thành Lực lượng Tên lửa Quân đội Giải phóng Nhân dân (PLARF) vào cuối năm đó. Cô hiện là giám đốc của một Học viện Nghiên cứu tên lửa Quân đội Giải phóng Nhân dân Trung Quốc.
Lý là đại biểu của Đại hội nhân dân toàn quốc lần thứ 9 và lần thứ 12 của Cộng hòa Nhân Dân Trung Hoa. Vào tháng 1 năm 2018, cô đã trở thành thành viên của Ủy ban Quốc gia trong Hội nghị Hiệp thương Chính trị Nhân dân Trung Quốc lần thứ 13. Vào tháng 11 năm 2019, cô được bầu làm học giả danh dự của Học viện Kỹ thuật Trung Quốc.

## Đời tư
Cô đã kết hôn và có một đứa con trai.